# Siervas de la Madre del Buen Pastor
La Congregación Siervas de la Madre del Buen Pastor (oficialmente en latín: Congregatio Ancellae Matris Bonis Pastoris, cooficialmente en polaco: Zgromadzenie Służebnic Matki Dobrego Pasterza) es una congregación religiosa católica femenina de derecho pontificio, fundada por la religiosa polaca Luisa Moriconi, discípula del capuchino Onorato de Biała, en Varsovia, el 21 de diciembre de 1895. A las religiosas de este instituto se les conoce como Siervas de la Madre del Buen Pastor.

## Historia

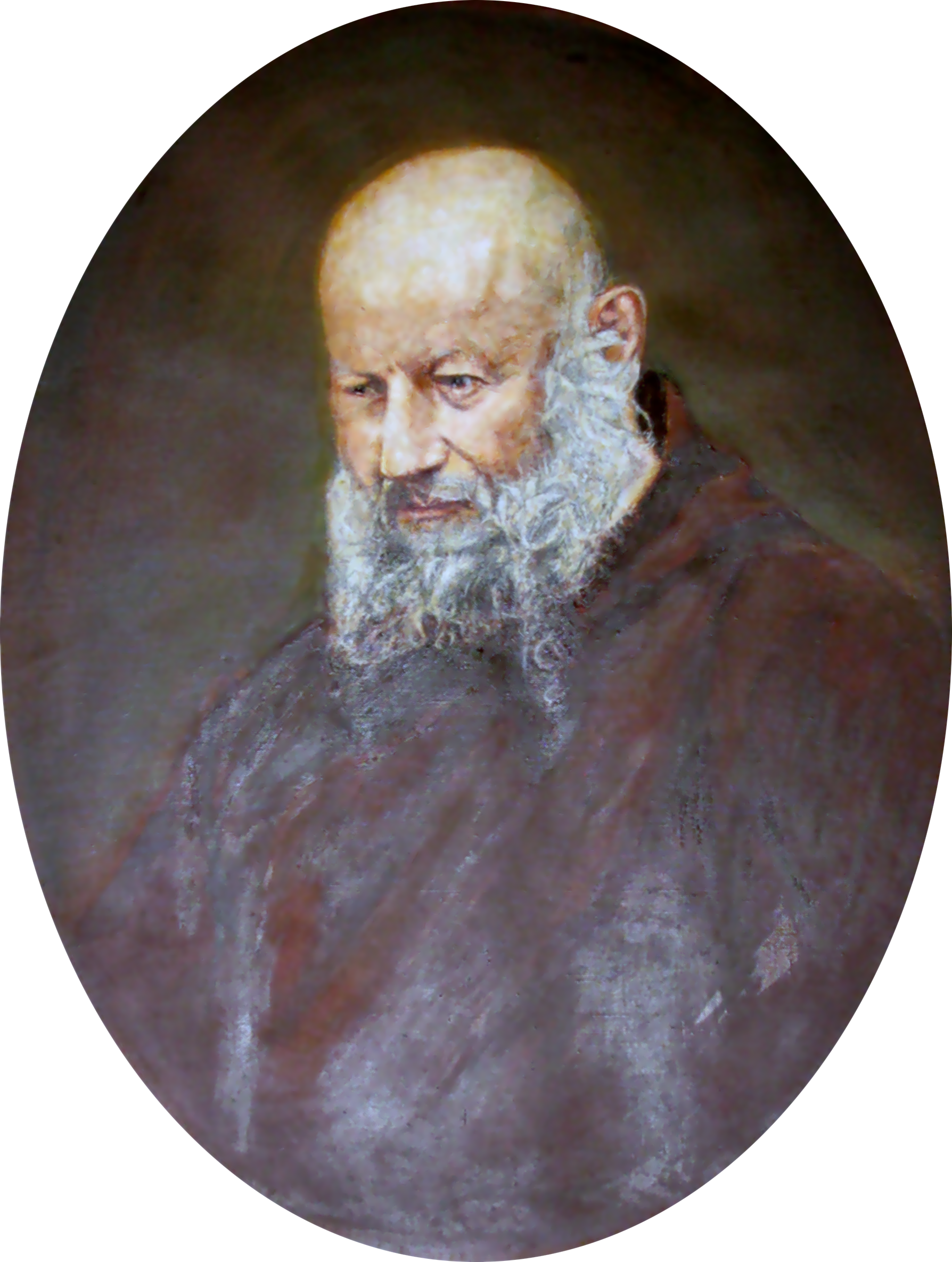
Onorato de Biała (1829-1916), fundador, junto a Luisa Moriconi, de la congregación.

La religiosa polaca de Luisa Moriconi, siendo superiora general de las Hijas de María Inmaculada, pidió al fundador de la congregación Onorato de Biała, en 1895, para separarse del instituto y fundar uno dedicado exclusivamente a la atención de las jóvenes caídas en el mundo de la prostitución y de las calles. Con el permiso y la ayuda del fundador, Moriconi dio inicio e una nueva congregación con el nombre de Hermanas Penitentes de Santa Margarita de Cortona, y ella misma fue elegida primera superiora del instituto. La fecha oficial de la fundación es el 21 de diciembre de 1895.
El 7 de febrero de 1925, la congregación fue agregada a la Familia Capuchina. Fueron aprobadas por la Santa Sede como congregación religiosa de derecho pontificio.

## Organización
La Congregación Siervas de la Madre del Buen Pastor es un instituto religioso centralizado, cuyo gobierno es ejercido por la superiora general, coadyuvada por su consejo. La sede central se encuentra en Piaseczno (Arquidiócesis de Varsovia).
Las religiosas se dedican a la atención de las jóvenes en peligro de caer en la prostitución y a la rehabilitación de las prostitutas que se acercan a sus centros. Trabajan además en hogares infantiles y en la promoción de la mujer, viven según la Regla de san Francisco, profesan los tres tradicionales votos religiosos, usan un hábito de color negro y tienen por lema «No quiero que el señor de la muerte al pecador, sino que se convierta y viva», parafraseando la cita de Ezequiel 33, 11.
En 2015, la congregación contaba con unas 112 religiosas y 17 comunidades presentes en República Centroafricana y Polonia.